# 斯塔
斯塔（1953年—），男，藏族，四川甘孜人，中华人民共和国政治人物。中央民族学院政治系毕业。

## 生平
1968年，任德格县教师，公社党委副书记。1973年加入中国共产党。1978年，在中央民族学院政治系学习。1982年，任中央民族学院哲学系教研室教员。1985年，任中共中央统战部二局干部，派驻中国驻印度使馆。1988年，派驻中国驻苏黎世总领馆。1997年，任二局处长。1998年，任二局助理巡视员。2000年，任二局副局长。2002年，任中央统战部西藏工作办公室副主任(正局级)。2005年，任中央统战部七局局长。2006年，任中共中央统战部副部长。2008年，当选第十一届全国政协委员，代表少数民族界，分入第五十组。2016年12月，卸任统战部副部长。